# Syngamia apicolor
Syngamia apicolor là một loài bướm đêm trong họ Crambidae.